# Krypteks

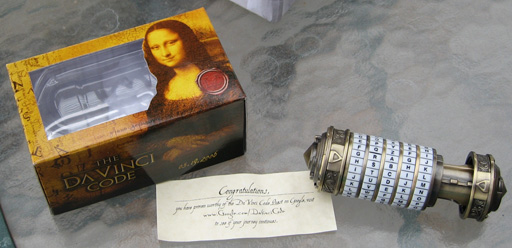
Replika krypteksu (2006)

Krypteks (ang. cryptex) – fikcyjne urządzenie do przechowywania tajnych informacji występujące w powieści Kod Leonarda da Vinci (2003) amerykańskiego pisarza Dana Browna, rzekomo wynalezione przez Leonarda da Vinci. Dan Brown opatrzył je wymyśloną przez siebie nazwą cryptex pochodzącą od wyrazów cryptology („kryptologia”) i codex („kodeks”). Neologizm stworzony przez Dana Browna zaczął funkcjonować w realnym świecie jako fizycznie istniejący przedmiot i wszedł do terminologii naukowej.

## Konstrukcja i zasada działania

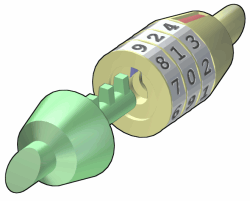
Konstrukcja zamka szyfrowego (zamek po otwarciu, hasło złożone z cyfr)

W Kodzie Leonarda da Vinci tajna informacja zapisana jest na zwoju papirusu owiniętego wokół szklanej fiolki wypełnionej octem. Krypteksu nie można otworzyć siłą, ponieważ po pęknięciu fiolki ocet zniszczyłby papirus. Jedynym sposobem otwarcia krypteksu jest ułożenie hasła za pomocą kilku obrotowych dysków. Zasada działania mechanizmu jest podobna jak w przypadku zamka szyfrowego (np. do roweru), lecz hasło nie składa się z cyfr, tylko liter. Podobne urządzenia były znane na długo przez narodzinami Leonarda da Vinci w 1452; opisywał je m.in. XII-wieczny uczony arabski Al-Dżazari.
W 2007 amerykański badacz Joe Nickell związany z czasopismem „Skeptical Inquirer”, analizujący Kod Leonarda da Vinci, ustalił eksperymentalnie, że ocet nie działa niszcząco na papirus, i wysunął tezę, że krypteks zgodny z powieściowym opisem Dana Browna nie mógłby funkcjonować. W 2010 Harold Thimbleby, profesor informatyki z Uniwersytetu w Swansea w Wielkiej Brytanii, zwrócił uwagę, że urządzenie opisane w powieści wykorzystuje podstawową formę tzw. kryptografii klucza publicznego i że gdyby chcieć zastosować tę metodę ochrony danych, zwykły mejl zabezpieczyłby wiadomość skuteczniej niż wyimaginowany krypteks.

## Odniesienia w świecie rzeczywistym
W 2004 urządzenie opisane w powieści, spopularyzowane po jej publikacji, zostało skonstruowane przez amerykańskiego rzemieślnika Justina Kirka Nevinsa i jest sprzedawane pod marką „Cryptex”, zastrzeżoną przez konstruktora w Stanach Zjednoczonych jako znak towarowy (rejestracja 2004, przedłużenie rejestracji 2017). W 2006 dziesięć tysięcy egzemplarzy replik krypteksu przekazano jako nagrody finalistom konkursu The Da Vinci Code WebQuest, zorganizowanego przez firmę Google; zawierały one adres URL pozwalający dotrzeć do ostatniej zagadki w konkursie. W 2014 działający egzemplarz krypteksu, który występował jako rekwizyt w filmie Kod da Vinci (2006) w reżyserii Rona Howarda, sprzedano na aukcji w domu aukcyjnym Christie’s w Londynie za 13 750 funtów brytyjskich (aukcja Pop Culture, Lot 144). Inny model krypteksu pojawił się w filmie przygodowym Tomb Raider (2018). Egzemplarz krypteksu znajduje się w zbiorach Niemieckiego Muzeum Szpiegów w Berlinie.
Obliczanie liczby możliwych ustawień krypteksu bywa w amerykańskich szkołach jednym z ćwiczeń na lekcjach matematyki. Repliki krypteksu są wykorzystywane jako pojemniki pełniące rolę rekwizytu w escape roomach i grach plenerowych, jako zabawki edukacyjne dla dzieci, również jako skarbonki i opakowania na prezenty. W Polsce instrukcję wykonania krypteksu metodą „zrób to sam” opublikowało czasopismo „Młody Technik”. Powstała gra komputerowa oparta na motywie mechanizmu z Kodu Leonarda da Vinci (The Da Vinci Cryptex, 2023). 
Krypteks z powieści dał początek nazwie niemieckiej grupy rockowej The Cryptex, nazwie amerykańskiej giełdy kryptowalut Cryptex, a także nazwie modelu ochrony kodu źródłowego w programowaniu komputerowym (tzw. CRYPTEX model), wchodząc do literatury naukowej (m.in. książka Cryptex da preservação digital (2023) portugalskiego uczonego Humberto Celeste Innareliego). Wyraz cryptex, neologizm stworzony przez Dana Browna, wszedł do zasobu leksykalnego języka angielskiego i został odnotowany w anglojęzycznej wersji Wikisłownika (Wictionary).

## Krypteksy wKodzie Leonarda da Vinci

### Opis białego i czarnego krypteksu
Według opisów zawartych w Kodzie Leonarda da Vinci w zewnętrznym krypteksie znajduje się drugi, wewnętrzny. Zewnętrzny krypteks to cylinder o rozmiarze zbliżonym do pojemnika na piłki tenisowe wykonany z wypolerowanego białego marmuru. Składa się z pięciu marmurowych dysków połączonych delikatną mosiężną ramką; na obu końcach mechanizmu znajdują się marmurowe czapeczki, zatyczki. Na każdym z pięciu dysków wyrzeźbiono wszystkie litery alfabetu. W chwili otwarcia krypteksu zdejmuje się jedną czapeczkę. W razie ustawienia niewłaściwego hasła siła zastosowana przez osobę próbującą otworzyć urządzenie „przeniesie się poprzez zawias na specjalny drążek, który okręci się wokół własnej osi ku pustej przestrzeni wewnątrz krypteksu i [...] napierając na szklaną fiolkę, w końcu ją skruszy”. Wewnętrzny krypteks jest o połowę mniejszy, wykonany z czarnego onyksu. Biel i czerń krypteksów mają symbolizować pierwiastek żeński i męski. W wewnętrznym, czarnym krypteksie umieszczono papirus z rymowaną wskazówką pozwalającą odnaleźć Świętego Graala.

### Zagadki i hasła do krypteksów

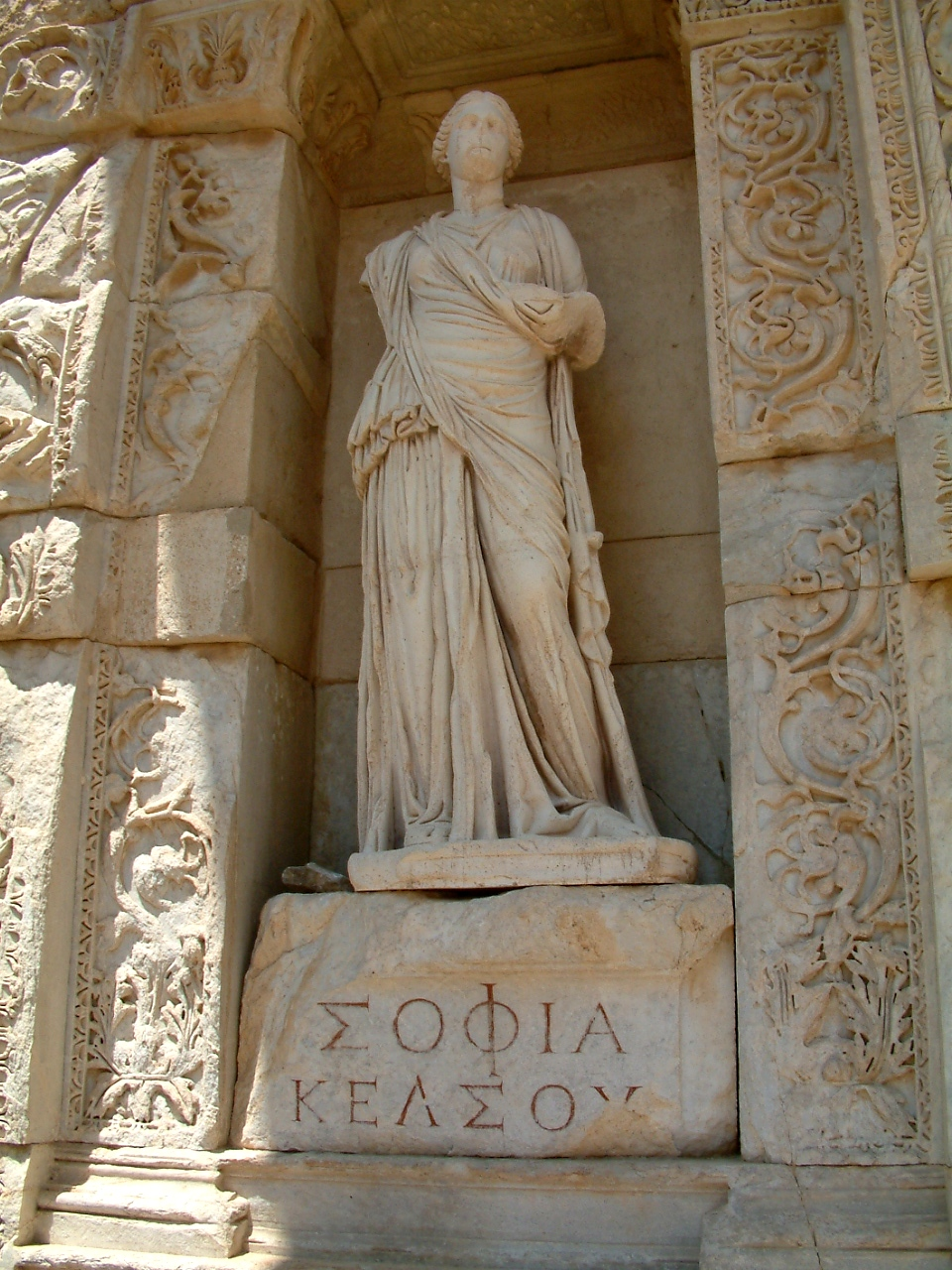
Personifikacja mądrości (greka wspólna: Σοφία, Sofía) w Bibliotece Celsusa w Efezie (II wiek n.e.)

Zagadka, która pozwala odkryć hasło do białego krypteksu, jest ukryta pod intarsją w kształcie róży na wieku szkatułki z drewna różanego („pod różą”, łac. sub rosa, czyli w tajemnym miejscu), a zagadka pozwalająca odkryć hasło do czarnego krypteksu znajduje się w środku pierwszego.

#### Hasło pierwsze (biały krypteks)
- Zagadka
Rymowanka złożona z czterech wersów, mowa w niej o kamieniu czczonym przez braci, rozproszonym rodzie, zwoju, starym słowie mądrości i atbaszu[32]. Zagadkę zapisano pismem lustrzanym[33].
- Rozwiązanie zagadki i hasło: S-O-F-I-A[34]
Kamień czczony przez braci to „Bafomet”[35]. Hebrajskie „B-P-V-M-Th” po rozszyfrowaniu za pomocą atbaszu to „Sz-V-P-Y-A”, inaczej „S-o-p-h-y-j-a”, w grece wspólnej „Sofia” (gr. „mądrość”)[36].

#### Hasło drugie (czarny krypteks)

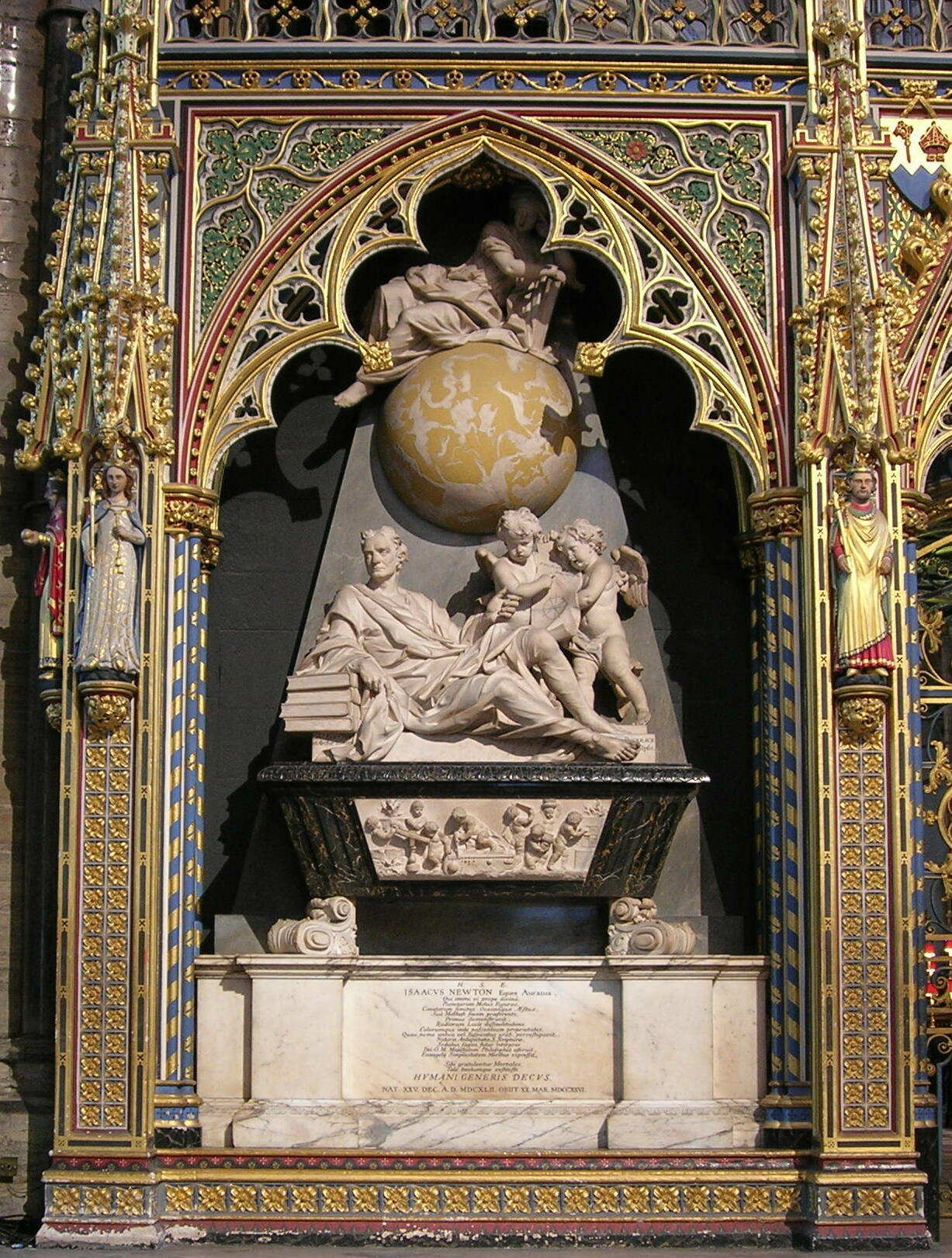
Grób Isaaca Newtona w Opactwie Westminsterskim w Londynie

- Zagadka
W drugiej czterowierszowej rymowance wspomniano o rycerzu pochowanym w Londynie przez papieża (oryg. A Pope), o brzemiennej kuli, owocu, świętym gniewie i krzewie róży[37].
- Rozwiązanie zagadki i hasło: A-P-P-L-E (ang. „jabłko”)[38]
Rycerz to sir Isaac Newton, pogrzebany w Opactwie Westminsterskim, według powieści Dana Browna mistrz Zakonu Syjonu[c], posiadacz tytułu honorowego sir używanego w stosunku do rycerza (knight)[39]. „A Pope” to pozbawiony kropki inicjał imienia oraz nazwisko przyjaciela Newtona – Alexandra Pope’a[40]. Prace naukowe Newtona wywołały gniew Kościoła[41]. Legenda głosi, że Newtona uderzyło w głowę spadające jabłko, po czym zrozumiał, że upadek ciał na Ziemię i ruch ciał niebieskich są powodowane tą samą siłą – grawitacją[42]. Na grobie Newtona w Opactwie Westminsterskim powinno znajdować się jabłko w różanym kolorze[43].